# Alpine A441
Pour les articles homonymes, voir A441.

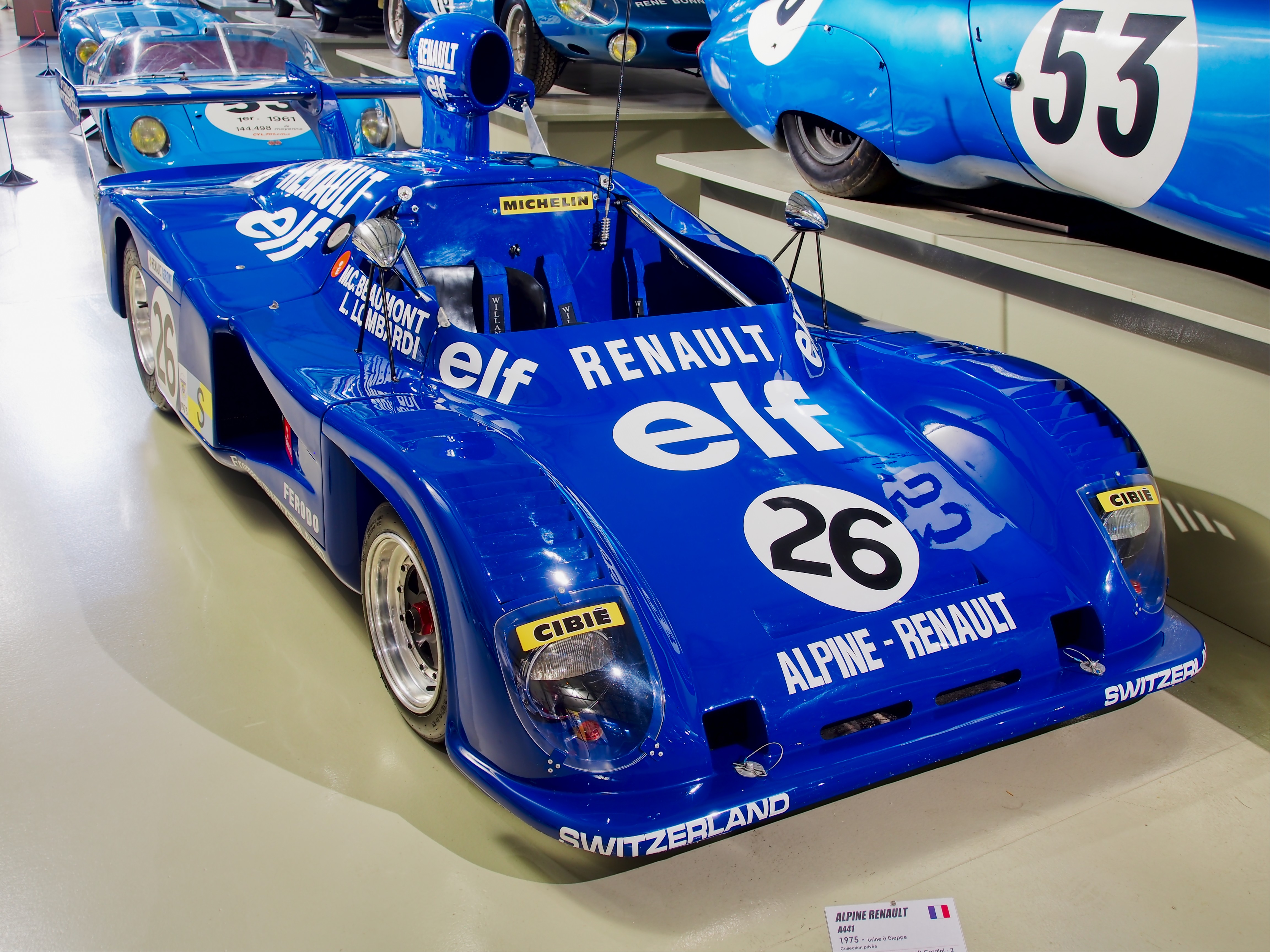
1975 Alpine Renault A441 Renault-Gordini V6 2ACT 1997cc 285hp 320kmh foto 2.

L' Alpine A441 est une voiture de course créée en 1973 par l'ingénieur et pilote de course André de Cortanze. Elle fait partie des différentes voitures de courses développées par Renault et sa filiale Alpine. 
Cette voiture est une amélioration de l'Alpine A440 et prend la place de cette dernière pour les championnats de 1974.

## Création
L'alpine A440 a été le modèle utilisé par André de Cortanze pour créer l'Alpine A441,. Il allonge la voiture ainsi que l'empattement. Avec des motoristes il développe aussi un nouveau moteur plus performant : le Hewland moteur FGA400. Il a une puissance de 285 ch pour 9 800 tours par minute. L'Alpine A440 possédait un moteur Renault-gordini V6 2 L de 270 ch. Le poids cependant ne change pas entre les deux voitures : il est de 575 kg. Le moteur a aussi pour particularité de devenir semi-porteur. L'A441 se distingue aussi par de nouvelles suspensions pour remédier aux problèmes de sous-virages de l'Alpine A440.

## Championnat d'Europe
- 1re manche. La voiture participe à son premier Championnat d'Europe dans l'Équipe Switzerland Archambeaud de Gérard Larrousse, ainsi que dans l'équipe Alpine, le 7 avril 1974 au circuit Paul-Ricard. Deux pilotes concourent dans une Alpine A441 : Alain Cudini qui finit à la première place, et Jean-Pierre Jabouille qui termine à la 8e.
- 2e manche. On aperçoit de nouveau la voiture le 23 juin 1974 au Trophée d’Auvergne qui se tient sur le circuit de Charade. Trois Alpine concourent, mais seulement deux sont officielles. Leurs pilotes sont Gérard Larrousse sur la voiture non officielle (vainqueur), Alain Serpaggi et Jean-Pierre Jabouille (abandon) sur les voitures officielles (voitures usine).
- 3e manche. Le 21 juillet 1974 se tient la troisième manche, à Misano en Italie. Deux Alpine obtiennent le meilleur tour en course, la première étant pilotée par Jean-Pierre Jabouille, devançant la seconde pilotée par Alain Serpaggi.
- 4e manche. Elle se tient le 11 août 1974 à Enna, en Italie. Ce sont trois Alpine A441 qui obtiennent des prix. L'équipe Switzerland Archambeaud avec pour pilote Gérard Larrousse remporte le meilleur tour en course et l'équipe Alpine suit avec pour pilote Jean-Pierre Jabouille. L'équipe Alpine qui obtient de nouveau la troisième place avec le pilote Alain Serpaggi.
- 5e manche. Le 25 août, à Hockenheim, Alain Serpaggi prend la première place, Jean-Pierre Jabouille la 8e, tandis que Gérard Larrousse abandonne. Les trois pilotent toujours sur Alpine A441.
- 6e manche. Elle se déroule au Circuit du Mugello en Italie le 22 septembre 1974. Gérard Larrousse s'impose premier devant Alain Serpaggi, tandis que Jean-Pierre Jabouille arrive quatrième.
- 7e course. Elle a lieu au circuit Jarama, en Espagne le 20 octobre 1974. Jean-Pierre Jabouille arrive en tête, suivi par Gérard Larrousse ; Alain Serpaggi abandonne.

À l'annonce des résultats du championnat, l'écurie Alpine est titrée grâce aux sept victoires de l'Alpine A441. 

## A441 Turbo
Au Championnat du Monde des Sport Prototypes, l'écurie transforme le modèle A441 en A441 Turbo (A441T) et ce sera Gérard Larrousse qui en sera le pilote. La différence avec le modèle précédent est le moteur de la voiture : un moteur turbo 2 litres développé par Bernard Dudot. La puissance de l'engin passe alors à 490 ch pour 9 900 tours par minute (contre 485 pour 9800). 
La voiture est d'abord aperçu aux 1 000 km Mugello le 23 mars 1975. Jean-Pierre Jabouille et Gérard Larrousse pilotent ce nouveau modèle et terminent sur les premières marches du podium. Une Alpine A441 faisait aussi partie de la course dans l'écurie d'Elf-Switzerland ; elle est pilotée par Marie-Claude Beaumont et Léa Lombardi qui terminent sixième. 
L'écurie Renault Alpine décide de mettre un terme à l'usage de l'Alpine A441 pour développer le prochain modèle A442. Le modèle ne sert alors plus que pour des tests. On retrouve pourtant l'A441 pendant les courses dans l'écurie d'Elf-Switzerland. On la retrouve pendant des courses notables comme :
- Les 1 000 km de Monza le 20 avril 1975. La voiture arrive en quatrième position derrière l'A442.
- Les 1 000 km de Spa le 4 mai 1975 mais les automobiles ne participent pas.
- Les 1 000 km du Nürburgring le 1er juin 1975 mais uniquement lors des essais.
- Les 24 Heures du Mans de 1975 où la voiture fait partie de l'écurie Elf-Switzerland.
- Les 1 000 km de Zeltweg le 29 juin 1975, course féminine, mais la pilote à bord de l'A441 abandonne.

À la fin de la saison 1975, l'Alpine A441 ne paraîtra plus et cédera totalement sa place à l'A442.